# 埃斯科河畔康坦
埃斯科河畔康坦（法語：Cantaing-sur-Escaut，法語發音：[kɑ̃tɛ̃ syʁ ɛsko]）是法国上法蘭西大區北部省的一个市镇，属于康布雷区。

## 地理
埃斯科河畔康坦（50°8'55"N, 3°9'49"E）面积6.48 平方千米，位于法国上法蘭西大區北部省，该省份为法国最北部的省份及最长的省份，西北濒北海，西接加来海峡省，南至埃纳省和索姆省，东与比利时接壤。
与埃斯科河畔康坦接壤的市镇（或旧市镇、城区）包括：方丹诺特达姆、阿讷、弗莱基耶尔、埃斯科河畔努瓦耶勒、普罗维尔、格兰库尔莱阿夫兰库尔。

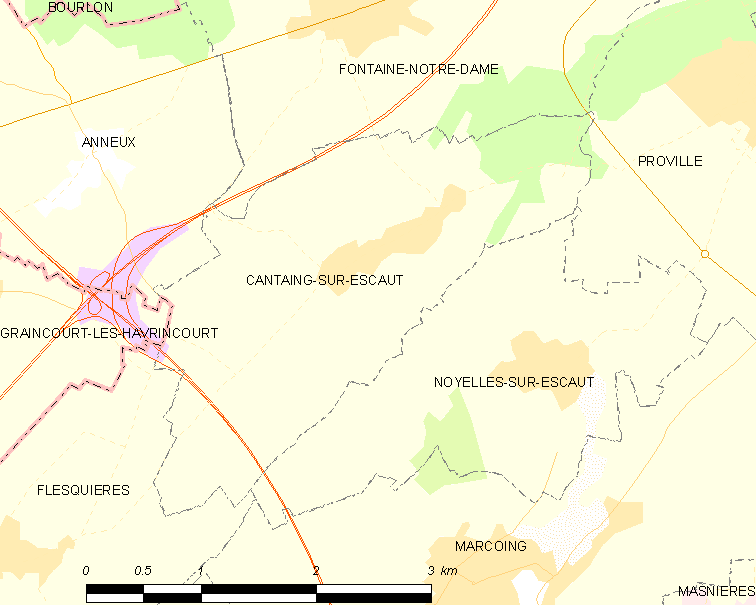
埃斯科河畔康坦的OSM定位图

埃斯科河畔康坦的时区为UTC+01:00、UTC+02:00（夏令时）。

## 行政
埃斯科河畔康坦的邮政编码为59267，INSEE市镇编码为59125。

## 政治
埃斯科河畔康坦所属的省级选区为勒卡托康布雷西县。

## 人口

1962-2008年间埃斯科河畔康坦人口变化图示

埃斯科河畔康坦于2022年1月1日时的人口数量为408人。